# 岡山県立岡山御津高等学校
岡山県立岡山御津高等学校（おかやまけんりつ おかやまみつこうとうがっこう）は、岡山県岡山市北区御津金川にある県立全日制高等学校。県立高校の金川・福渡の二校が再編統合し平成17年に開校した。

## 学科
- 総合学科
- キャリアデザイン科

## 沿革
- 2005年（平成17年）4月 - 岡山市御津金川の岡山県立金川高等学校と御津郡建部町福渡の岡山県立福渡高等学校が統合され開校。

## 校訓
- 「まごころを尽くすこと、自分を磨くこと」

## 部活動
≪運動部≫
- 硬式野球部
- サッカー部
- バスケットボール部
- ソフトテニス部
- バレー部
- バドミントン部
- カヌー部
- ハンドボール部
- 卓球部
- 剣道部
- 柔道部
- ゴルフ部
- 陸上競技部

≪文化部≫
- 吹奏楽部
- パソコン部
- 演劇部
- 美術部
- 茶道部
- 華道部
- 写真部
- ボランティア
- 社会問題研究部

## 周辺
- 岡山市北区役所御津支所
- 岡山市消防局北消防署御津出張所
- 岡山市立金川病院
- 岡山県警岡山北警察署
- JR金川駅

## 最寄の駅・バス停
- JR西日本津山線金川駅

加茂川バス

## 著名な教職員・関係者
- 梶山和洋（教員、野球部コーチ）